# Anthoni Peña
Anthoni Peña (ur. 6 czerwca 1990) – wenezuelski judoka.
Uczestnik mistrzostw świata w 2014 i 2015. Startował w Pucharze Świata w latach 2010, 2014, 2015 i 2017-2019. Zajął piąte miejsce na igrzyskach panamerykańskich w 2015 i siódme w 2019. Brązowy medalista igrzysk Ameryki Południowej w 2010 i 2014, a także igrzysk Ameryki Środkowej i Karaibów w 2010 i 2018. Wygrał igrzyska boliwaryjskie w 2009 i drugi w 2017. Piąty na mistrzostwach panamerykańskich w 2012. Trzeci na mistrzostwach Ameryki Południowej w 2018 roku.